# East Lynne (Film)
East Lynne ist ein US-amerikanisches Filmdrama aus dem Jahr 1931. Das Drehbuch basiert auf dem gleichnamigen Roman von Ellen Wood.

## Handlung
Die Londoner Gesellschaft argwöhnt, dass die Hochzeit zwischen Lady Isabel Dane und Robert Carlyle nicht standesgemäß sei. Als Antwort teilt Lady Isabel ihren Hochzeitsgästen mit, dass sie nach East Lynne, dem Landsitz ihres Ehemannes ziehen will. Die fröhliche und lebenslustige Lady Isabel begegnet auf East Lynne Roberts Schwester Cornelia, die einen gesitteten Stil vorzieht.
Drei Jahre später ist Lady Isabel unglücklich. Cornelia versucht, das Leben der Eheleute zu reglementieren, was durch Roberts politische Ambitionen von diesem geduldet wird. Nur ihr Sohn William bereitet ihr Freude. Robert kehrt aus London in Begleitung von Isabels ehemaligen Verehrer Francis Levison, einem Diplomaten, zurück. Robert muss einen geplanten Ball wegen einer Dienstreise nach Chancery absagen. So bietet Levison an, Isabel und Cornelia zum Ball begleiten. Doch auch Cornelia muss wegen Migräne absagen. Trotz Cornelias Protest, lässt sich Isabel alleine von Levison begleiten. Beim Tanz erinnert sich Isabel an ihr fröhliches Leben vor der Hochzeit.
Nach der Rückkehr nach East Lynne küsst Levison Isabel, die daraufhin in ihr Zimmer flüchtet. Cornelia sieht, wie Levison in Isabels Zimmer verschwindet. Nachdem Levison am nächsten Tag abgereist und Robert zurückgekehrt ist, erzählt Cornelia Robert, was passiert ist. Isabel erzählt, sie habe Levison gesagt, dass sie Robert, ihren Sohn und East Lynne liebe, doch Robert glaubt ihr nicht. Isabel wirft ihrerseits Robert vor, dass er Cornelia erlaubt habe, die Fröhlichkeit und die romantischen Gefühle in ihrem Leben zu zerstören. Sie will East Lynne mit William verlassen, doch Robert besteht darauf, dass sein Sohn bleibe. Isabel bricht zusammen und fleht, bleiben zu dürfen, doch Robert will die Scheidung.
In London wird Isabel von ihren früheren Freunden geschnitten. Sie reist nach Frankreich. Auf der Reise bemerkt sie, dass Levison eine Passage auf dem gleichen Schiff gebucht hat. Sie reisen zusammen nach Wien. Dort wird Levison aus dem diplomatischen Dienst entlassen, weil er sich agitatorisch für Frankreich in seinem Streit gegen Preußen gestellt hat. Später gesteht er Isabel, von den Franzosen bestochen worden zu sein.
Als der Preußisch-Französische Krieg ausbricht, reisen die beiden nach Paris. Doch Paris wird von Krankheit und Hunger heimgesucht. Isabel will zurück nach England um ihren Sohn zu sehen. Levison darf nicht nach England. Er will, dass Isabel bleibt, doch sie entzieht sich ihm. Eine Granate trifft das Haus, tötet Levison und verletzt Isabel an den Augen. Ärzte teilen ihr mit, sie würde bald erblinden.
In England reist Isabel zum Landsitz. Als Robert und seine neue Frau Barbara eines Abends aus sind, erlaubt ihr das Dienstmädchen Joyce in Williams Zimmer zu verweilen, während das Kind schläft. Am Morgen kann Isabel nichts mehr sehen, doch sie ist glücklich, dass das letzte Bild in ihren Gedanken ihr Sohn William ist. Als Robert seine Ex-Frau vorfindet, entlässt er das Dienstmädchen. Isabel verlässt wütend das Haus, der beschämte Robert folgt ihr. Isabel irrt herum und stürzt von einer Klippe. Robert läuft zu ihr und hält die Hand seiner verstorbenen Ex-Frau. Er hebt sie auf und trägt sie in sein Haus.

## Kritik
Mordaunt Hall von der New York Times befand, die Produzenten dieser ansehnlichen Produktion haben ihre Arbeit sehr ernst genommen. Die Darsteller agieren gut, Frank Lloyds Regiearbeit sei beträchtlich besser, als alles, was er bisher gemacht habe.
Auch die Variety zeigte sich angetan und sprach von einem exzellenten Stück Arbeit, das den legendären Roman in ein Leinwanddrama voller Kraft und Charme verwandele.

## Auszeichnungen
1931 wurde der Film als bester Film für den Oscar nominiert.

## Hintergrund
Die Uraufführung fand am 1. März 1931 statt.

## Weitere Verfilmungen des Romans
- 1912: East Lynne – Kurzfilm von Theodore Marston mit Florence La Badie und James Cruze
- 1915: East Lynne – Kurzfilm von Travers Vale mit Louise Vale und Alan Hale sr.
- 1916: East Lynne – von Bertram Bracken mit Theda Bara und Ben Deeley
- 1921: East Lynne – von Hugo Ballin mit Mabel Ballin und Edward Earle
- 1925: East Lynne – von Emmett J. Flynn mit Alma Rubens und Edmund Lowe
- 1976: East Lynne – britische TV-Serie von Barney Colehan mit Polly James und Christopher Cazenove
- 1982: East Lynne – britischer TV-Film von David Green mit Lisa Eichhorn und Tim Woodward